# Exoneura cliffordiella
Exoneura cliffordiella är en biart som beskrevs av Rayment 1953. Exoneura cliffordiella ingår i släktet Exoneura och familjen långtungebin. Inga underarter finns listade i Catalogue of Life.